# Vogelkop
Der Vogelkop (auch Vogelkopf- oder Doberaihalbinsel, indonesisch Semenanjung Kepala Burung oder Semenanjung Doberai, englisch Bird's Head Peninsula) ist eine Halbinsel im Nordwesten Neuguineas in den indonesischen Provinzen Papua Barat und Papua Barat Daya. Ihren niederländischen Namen hat die früher zu Niederländisch-Neuguinea gehörende Halbinsel auf Grund der Form Neuguineas, die an die Form eines sitzenden Vogels erinnert. Die Halbinsel wird bei dieser Betrachtung als Kopf ausgemacht.

## Geographie

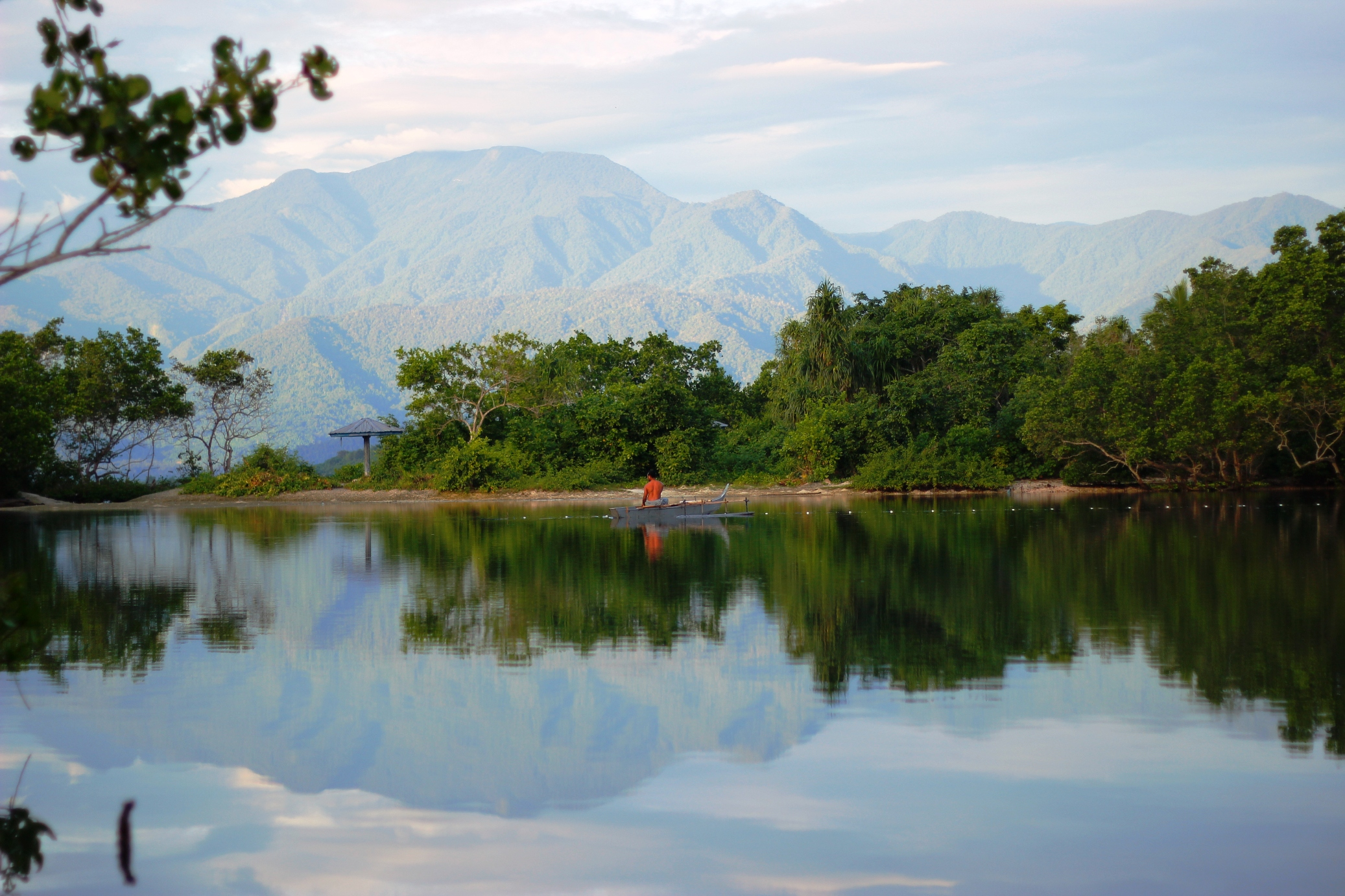
Das Arfakgebirge im Nordosten der Halbinsel

Die südöstliche Ecke der Halbinsel an der Cenderawasih-Bucht (früher Geelvinkbucht) ist Bestandteil des Nationalparks Teluk Cenderawasih. Während die Küstenregionen im Südwesten flach und von feuchten Sumpfgebieten durchzogen sind, ist der Norden von Gebirgen geprägt. Das Tamrau-Gebirge im Nordwesten wird durch das Kebartal vom Arfakgebirge im Nordosten getrennt. Die höchste Erhebung ist der Gunung Mebo (ehemals Vogelkop genannt), ein 2939 m hoher Berg. Im Zentrum der Vogelkophalbinsel befindet sich eine Karstformation, das Ayamaru-Plateau mit den Ayamaru-Seen.
Bedeutendste Orte sind Manokwari im Norden, Sorong im Westen, Bintuni und Ransiki. Bei Sorong und Bintuni gibt es Erdölvorkommen.
Die die Halbinsel im Süden begrenzende Bucht von Bintuni ist der mit 4352 km² größte Mangrovensumpf der Erde. Hier entstand von 2005 bis 2009 unter Leitung von BP das Projekt Tangguh zur Produktion von jährlich 7,6 Millionen Tonnen Flüssigerdgas mit einer Investition von 3 Milliarden Dollar. Die Bucht von Bintuni verbreitert sich in Richtung Seramsee nach Westen in die Berau-Bucht. Südlich liegt die Bomberai-Halbinsel.

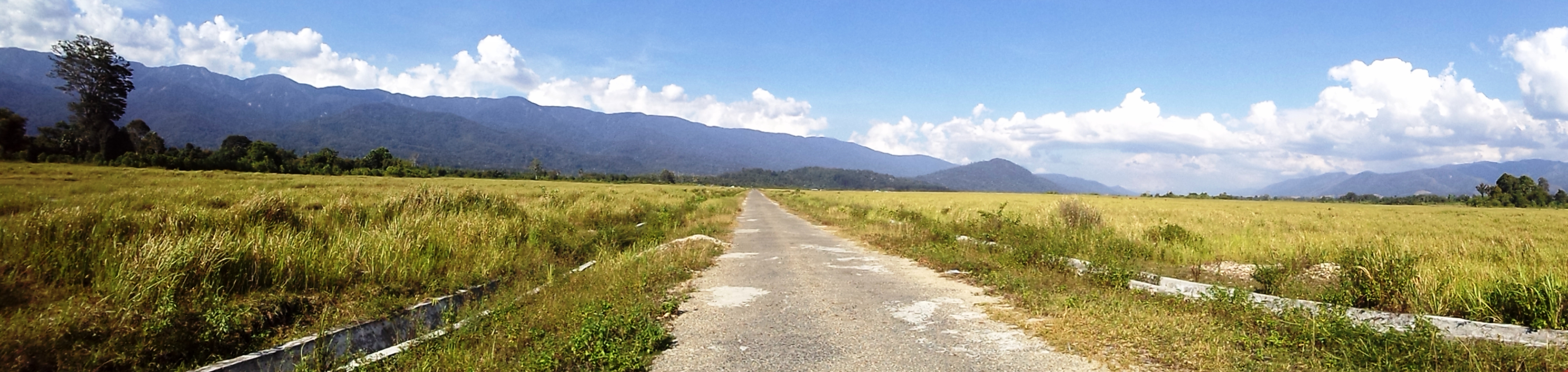
Das Kebartal mit dem Tamrau-Gebirge im Hintergrund.

## Flora und Fauna
Die Vogelkophalbinsel ist oberhalb von 1000 m auf einer Fläche von mehr als 22.000 km² mit Bergregenwäldern bedeckt. Viele Tierarten in den Bergen sind Endemiten, wie der Vogelfalter Ornithoptera rothschildi, das Säugetier Schlegels Ringbeutler oder eine noch unbeschriebene Art von Riesenbaumratten.
Mehr als 300 Vogelarten bewohnen die Halbinsel, davon sind mindestens 20 Arten in diesen Wäldern endemisch. Dazu zählen die Arfaknonne, der Hüttengärtner und der Königs-Paradiesvogel.
Auf der Vogelkophalbinsel (inkl. Bomberai-Halbinsel und der vorgelagerten Inseln) leben 24 endemische Arten von Regenbogenfischen (Melanotaenia), viele davon in den Karstgebieten, darunter der Harlekin-Regenbogenfisch.

## Bevölkerung

Übersicht über das Trans-New-Guinea-Phylum

Auf der Vogelkophalbinsel werden traditionell sowohl austronesische Sprachen als auch Papuasprachen gesprochen, wobei letztere Gruppe die überwiegende Mehrheit darstellt. Rechnet man die nordwestlich gelegene Inselgruppe Raja Ampat (deutsch Vier Könige) sowie die vorgelagerte Insel Meoswar (oder Waar) hinzu, werden auf dem Vogelkop über 30 unterschiedliche Sprachen gesprochen. Dabei spiegelt die geographische Verteilung der Sprachen (wie auch andernorts auf Neuguinea) die verschiedenen Besiedlungswellen der Insel wider: als die seefahrenden Austronesier vor 3000–4000 Jahren Neuguinea erreichten, war das Inland der Insel bereits von Papuagruppen bewohnt. Die Neuankömmlinge ließen sich dagegen vorwiegend an den Küsten und auf den vorgelagerten Inseln nieder.
Zu den austronesischen Sprachen auf der Vogelkophalbinsel zählen die auf den Raja Ampat-Inseln gesprochenen Sprachen im Nordwesten (inklusive As an der Nordwestküste, östlich von Sorong), Wandamen im Südosten am „Hals“ des Vogels in der Region von Bintuni und Meoswar auf einer vorgelagerten Insel im Südosten. Die ehemalige regionale Lingua franca Biak wird im Bereich Manokwari gesprochen. Hinzu kommen östliche Varietäten des Indonesischen (englisch Papuan Malay), die mittlerweile in allen Siedlungen und größeren Städten gesprochen werden, sowie andere Regionalsprachen, die von Migranten aus unterschiedlichen Regionen Westneuguineas eingeführt worden sind.
Die auf der Vogelkophalbinsel gesprochenen Papuasprachen lassen sich unter dem Begriff Westpapuasprachen zusammenfassen, der allerdings keine genetische Verwandtschaft anzeigt, sondern vielmehr als Sammelbegriff für einen bestimmten geographischen Sprachraum dient (zu dem gewöhnlich auch die Molukken mit Halmahera sowie die Timor-Alor-Pantar-Gruppe gerechnet werden.) Die phylogenetische Klassifikation der Papuasprachen ist noch nicht abschließend geklärt. Gemeinhin werden nach Wurm, McElhanon und Voorhoeve die South Bird's Head-Sprachen im Südwesten des Vogelkops zum Trans-New Guinea Phylum gezählt, der weitaus größten nicht-austronesischen Sprachfamilie auf Neuguinea. Weitere postulierte Sprachfamilien sind die West-Bird's-Head-Sprachen im Westen, die East-Bird's-Head-Sprachen Meyah und Sougb sowie die Hatam-Mansim-Familie im Osten, und die unklassifizierten Sprachen Maybrat, Abun und Mpur im Inland der Halbinsel.